# (6233) Kimura
(6233) Kimura es un asteroide perteneciente al cinturón de asteroides, región del sistema solar que se encuentra entre las órbitas de Marte y Júpiter, más concretamente a la familia de Dora descubierto el 8 de febrero de 1986 por Shigeru Inoda y el también astrónomo Takeshi Urata desde el Karasuyama Observatory, Japón.

## Designación y nombre
Designado provisionalmente como 1986 CG. Fue nombrado Kimura en homenaje a Hisashi Kimura, el primer director del Observatorio Internacional de Latitud de Mizusawa. Ejerciendo en su cargo desde 1899 hasta 1941, también fue director del Servicio Internacional de Latitud desde 1922 hasta 1934. En 1902 descubrió el término Z del movimiento polar, la primera pista astronómica para inferir estados y procesos físicos en el interior profundo de la Tierra, en particular en el límite núcleo-manto. Nombre propuesto en conmemoración del centenario del Observatorio Mizusawa.

## Características orbitales
Kimura está situado a una distancia media del Sol de 2,796 ua, pudiendo alejarse hasta 3,291 ua y acercarse hasta 2,301 ua. Su excentricidad es 0,177 y la inclinación orbital 6,812 grados. Emplea 1708,14 días en completar una órbita alrededor del Sol.

## Características físicas
La magnitud absoluta de Kimura es 13,9. Tiene 9,886 km de diámetro y su albedo se estima en 0,066. Está asignado al tipo espectral Ch según la clasificación SMASSII.